# 陈翰笙
陈翰笙（1897年2月5日—2004年3月13日），男，江苏无锡人，中国经济学家、农村问题专家，中国科学院哲学社会科学部院士，共产国际间谍，曾是理查·佐尔格的东京情报网的成员。

## 生平

### 早年
1897年2月5日正月初四生于江苏省无锡。7岁就读无锡市东林小学。小学毕业后，考入长沙市明德中学。1915年留美，时年18岁，第一年进预科，想要科学救国学园艺, 因高度近视看显微镜困难，转学地质学。第二年考进波莫納學院。大二时俄国发生十月革命，为此学了德语与俄语。但近视眼看石头标本仍有困难, 但记性特别好，1917年接受了导师卫斯特加德的劝告由地质学改学欧美历史。1920年以优异成绩毕业于波莫納學院历史系，到芝加哥大学历史系做助教，1921年以论文《茶叶出口与中国内地商业的发展》获得芝加哥大学历史学硕士。1922年获得奖学金到哈佛大学做东欧史博士，后转去柏林大学东欧史地研究所，1924年用德文写出论文《1911年瓜分阿尔巴尼亚的伦敦使节会议》，取得博士学位。他后来回忆转校的原因是美国学费高，无法继续，而当时德国经济崩溃，学费低。

### 信仰马列主义
1924年4月回国后受聘于北京大学任外国历史教授，时年27岁，是当时北大最年轻的教授。与李大钊交往密切，被李大钊与北大讲师于树德介绍加入中国国民党北京特别市党部。胡汉民出资5000元给北大教授王世杰创办《现代评论》周刊。李大钊指示陈翰笙继续在《现代评论》上发表文章，不要与北大英美派教授们疏远。北京俄文专修馆讲师彼得·格里涅维奇那里了解了苏联的情况，听从他的劝告读了《资本论》，对照德文原本和俄文译本仔细阅读，哪一章哪一节甚至哪一页上讲什么都能背下来，常与格里涅维奇一起认真讨论通宵达旦。由此，陈翰笙接受了马克思的方法论与世界观。从苏联大使馆文化参赞加托诺维奇那里看到了一些苏联书报。1926年三一八惨案，李大钊与陈翰笙都在场，李大钊头部和双手受伤，被背着走出东直门。陈翰笙妻子顾淑型拍摄的《3·18惨案前后》的摄影作品成为这一历史事件的传世之作。陈翰笙写了《三月十八日惨案目击记》发表于《现代评论》第68期（3月27日出版）。惨案后不久，李大钊介绍陈翰笙与苏联大使加拉罕见面，开始为共产国际《国际新闻通讯》写英文稿。李大钊介绍陈翰笙妻子顾淑型（北京艺文中学教务主任，现北京28中）去莫斯科中山大学学习一年（1926年）。1926年初，中共党员胡鄂公通知陈翰笙，蔡和森要见他。刚从苏联回国的蔡和森与陈翰笙长谈了一个通宵，谈论俄国十月革命和中国怎样革命等问题，蔡和森向他介绍了广东海丰、陆丰的农民运动，劝他研究中国农村经济和农民翻身问题，这次谈话引起陈翰笙对农民运动的关注，意识到农民问题对于中国革命的重要性，萌发了研究中国农民问题的志趣。北大日法派教授李石曾和历史系主任朱希祖发起对陈翰笙的攻击，试图把他撵出北大。最终陈翰笙继续在历史系教欧美通史和史学史，在法学院教美国宪法史。

### 秘密活动
1927年1月武汉国民政府外交部长陈友仁邀请陈翰笙、王世杰、周鲠生去汉口参加工作。1927年2月底，李大钊通知陈翰笙立即返回北京。李大钊指示陈翰笙一定不要用革命者身份，要用开明学者的身份公开活动。1927年4月6日李大钊被捕，陈翰笙惧怕李石曾株连，与妻子搬到小牌坊胡同里一处偏僻房子匿居。日本人铃江言一、中江丑吉（《顺天时报》社论撰稿人）掩护陈翰笙夫妻经天津赴日本神户，在神户的领事馆办了护照，经敦賀港搭乘日本小客轮到海参崴，乘火车到莫斯科。第三国际农民运动研究所所长伏斯涅钦斯基（立陶宛人）安排东方部部长、研究员马季亚尔（匈牙利人，也是第三国际东方部副部长）与陈翰笙夫妻一起研究中国农民运动，研究所的会计阿利卢耶娃（斯大林的妻子）解决陈翰笙夫妻的生活费，住处安排在列夫·托尔斯泰孙女的郊外别墅（空无一物，没有家具也没有地板）。当时供应紧张、纸张奇缺，连手纸都没有，用报纸代替。1927年12月，在莫斯科经陈友仁介绍认识了宋庆龄，经宋庆龄介绍认识了邓演达。马季亚尔写了一本《中国农村经济》（1928年莫斯科出版），把争论引向高潮。马季亚尔认为：中国自原始社会解体后，既无奴隶社会，又无封建社会，而只是一种由亚细亚生产方式决定的“水利社会”。到20世纪初，西方资本主义传人中国后，中国也就成了资本主义。因此，他认定中国农村也就是资本主义的农村。陈翰笙不同意这种观点，认为马季亚尔讲的只是农产品商品化的问题，实际上农产品商品化，早在宋代就开始了，如烟草、丝、麻等，但这只是商业资本，而不是工业资本。中国农村基本上是自给自足的自然经济，是封建社会性质，不能说是资本主义社会。

### 入职社会科学研究所

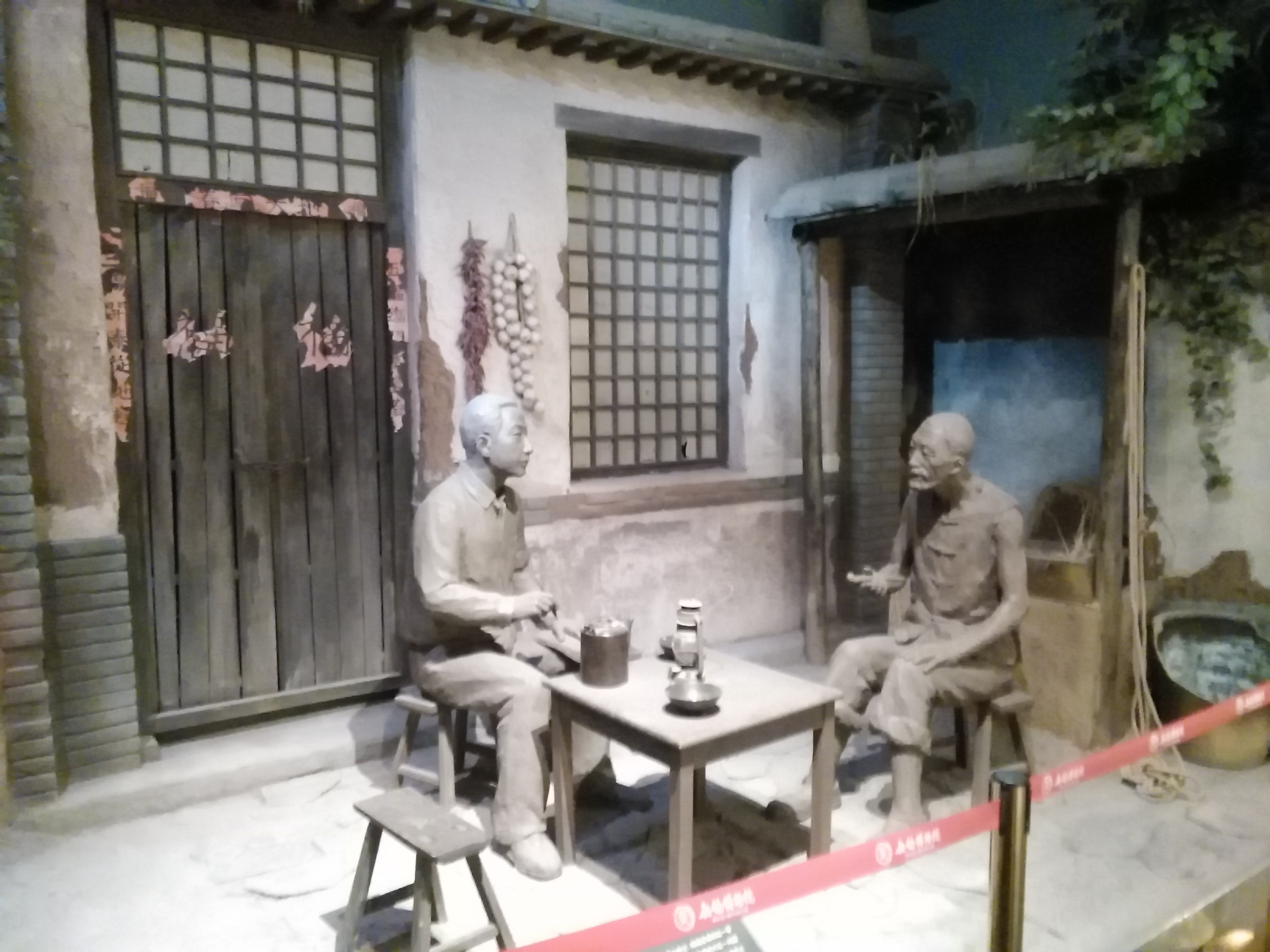
无锡博物院的陈翰笙塑像，展现他到保定农户家中调查农业生产和家庭经济情况的场面

1928年夏季回国。国内没人知道陈翰笙夫妻是从苏联回来，都以为从日本归国。中央研究院院长蔡元培安排陈翰笙任社会科学研究所副所长，时任所长王世杰疑心陈翰笙是共产党而拒绝。蔡元培只好介绍陈翰笙商务印书馆编译所所长王云五那里整理《中国百科全书》书稿。1929年王世杰调任南京国民政府法制局局长，蔡元培兼任中央研究院社会科学研究所所长，与王云五商定陈翰笙在一年合同期满前出任社会科学研究所副所长，月薪400元，调查中国工农社会实际情况。陈翰笙聘请北大历史系的学生王寅生为助理研究员，在上海对日资纱厂的包身工制度进行调查，引起了当局的反感与警惕。陈翰笙立即转向对农村经济的调查，同王寅生、张锡昌、张稼夫、石凯福（石樵）、钱俊瑞、秦柳方等助手到无锡、保定、潍县、江苏蒙台子搞农村调查。无锡农村的调查进行于1929年7—9月，调查了55个村落和8个农村市场，对22个村1207户村民进行了逐户调查；保定清苑县的调查进行于1930年5—8月，在四个月的时间里重点调查了11个村庄2119户农民，同时普查了72个村庄和6个农村市场；广东农村调查进行于1931年11月至1934年5月底，在宋庆龄的帮助下调查了梅县、中山、茂名等16个县，还进行了50个县335个村的通讯调查。陈翰笙得到铁道部长顾孟余每月400元的顾问费，订阅期刊报纸，聘李沧江与曹轶欧做剪报工作。

### 共运活动
陈翰笙通过与政府高层的陈公博、顾孟余、唐友壬（中国银行研究室主任）、朱家骅、段锡朋、何思源、彭学沛的交往了解统治集团的内幕。陈翰笙通过宋庆龄认识了《法兰克福日报》记者史沫特莱与鲁迅。陈翰笙与史沫特莱常用笔名在赤色职工国际泛太平洋产业同盟秘书处的英文周刊《上海新闻》撰稿。陈翰笙多次帮助宋庆龄、杨杏佛的民权保障同盟执行护送难友脱险、转交信件的工作。如在1931年泛太平洋产业同盟秘书处秘书牛兰夫妇案件中几次把宋庆龄的信件转交给该案的瑞士籍辩护律师。陈翰笙通过史沫特莱认识了左尔格、尾崎秀实。1932年1月，陈翰笙陪同左尔格去西安见了杨虎城秘书南汉宸。回程时陈翰笙去山西通过查良钊认识了冯玉祥与李德全，了解冯与阎锡山的矛盾。
中央研究院历史研究所所长傅斯年一直不放心陈翰笙是不是共产党。傅斯年说服蔡元培把社会科学研究所从上海劳利育路（泰安路）搬到南京鸡鸣寺，所有人员日常参加中央的党团政治活动以便考察、控制。陈翰笙在中研院期间著有《中国农民担负的赋税》、《亩的差异》、《广东的农村生产关系与生产力》、《工业资本与中国农民——中国烟农生活研究》、《中国北部兵差与农民》。
1933年6月18日中央研究院总干事杨杏佛在上海被暗杀。陈翰笙在中研院孤立无援，辞去职务。1933年10月通过国民党中央委员王昆仑介绍，中山文化教育馆理事长孙科、总干事马超俊聘任陈翰笙为该馆特约研究员。1933年11月开始用中山文教馆、岭南大学名义在广东开展农村调查。宋庆龄介绍到中山县打开了农村调查局面。助手有王寅生、孙勉之（孙冶方）、薛雨林（薛暮桥）等。调查报告《广东农村的生产关系与生产力》1934年出版，有两种日译本。通过美国驻广州沙面领事的波莫納學院校友关系，阅读了领事馆的内部档案。1933年底与茶叶专家吴觉农发起成立“中国农村经济研究会”，有500多名会员，与20多个国家的30多个学术机构保持通讯，任首届理事长；1934年初创立研究会月刊《中国农村》。1934年2月，与妻子去东京东方文库研究中国经济史；与左尔格约定负责与满铁的地下党员来往；在东京认识了郭沫若。1935年10月回上海，史沫特莱安排陈翰笙住到路易·艾黎家里躲避2个星期，并联系了一条苏联轮船搭乘陈翰笙夫妻前往海参崴。任莫斯科东方劳动大学研究员。1935年11月底第三国际安排陈翰笙的组织关系转到王明、康生的中共驻共产国际代表团之下，以中国学者名义赴美任太平洋国际学会的《太平洋事务》季刊编辑。1936年4月，陈翰笙夫妇带着去巴黎《救国时报》社工作的吴克坚从莫斯科赴法。1936年5月，陈翰笙夫妇从法国到伦敦，与太平洋国际学会总干事爱德华·卡德、《太平洋事务》季刊主编拉铁摩尔会合，5月25日乘船到纽约。1936年底同徐永煐、陈其瑗、唐明照组织《华侨日报》社。1937年2月，去加拿大5个城市巡回演讲西安事变的前因后果。1937年夏回波莫納學院讲中国政治暑期班6个星期。陈翰笙夫妇在纽约参加了“救济战时难童募捐委员会”。

### 抗战活动

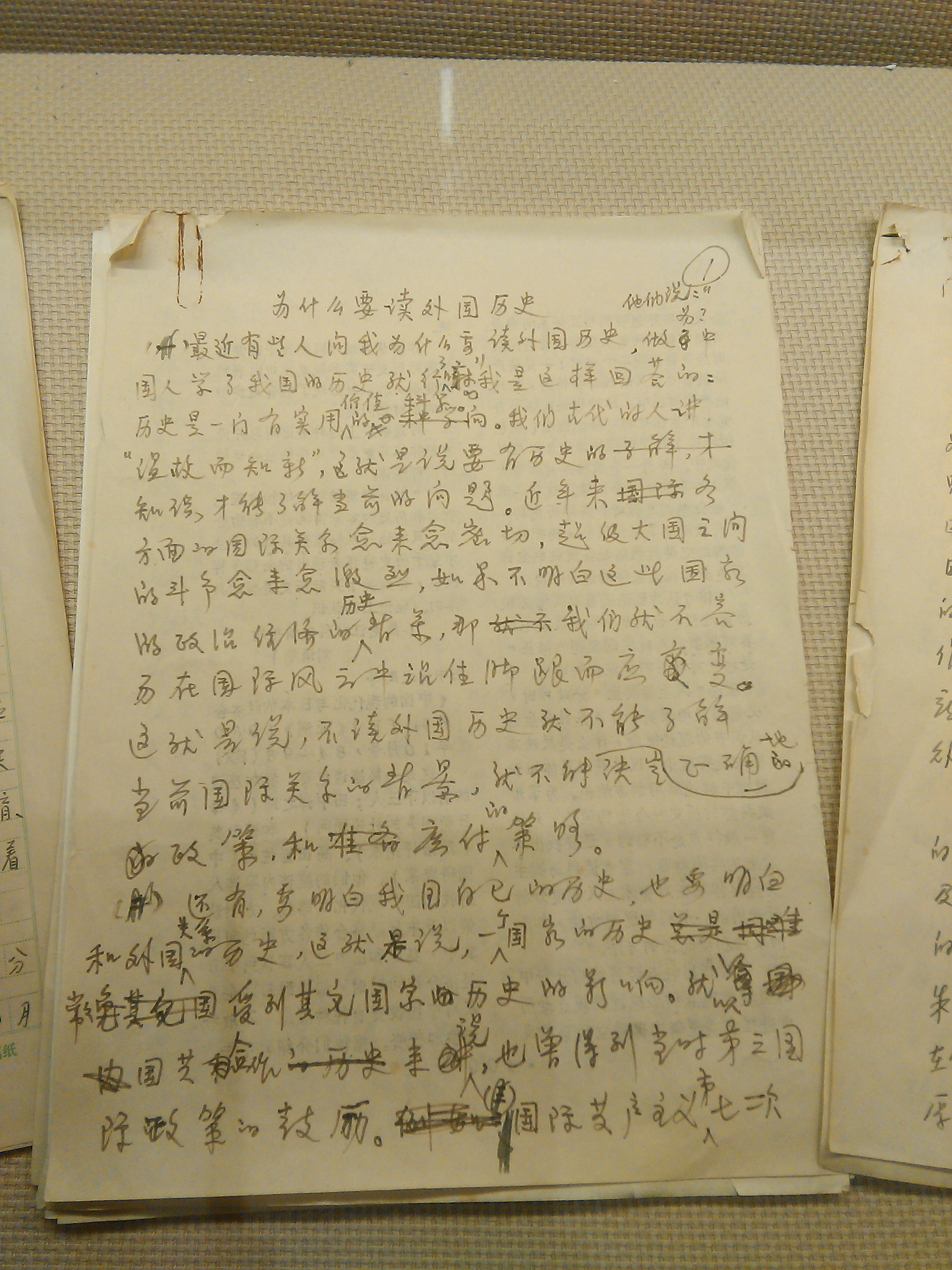
无锡博物院中的陈翰笙手稿

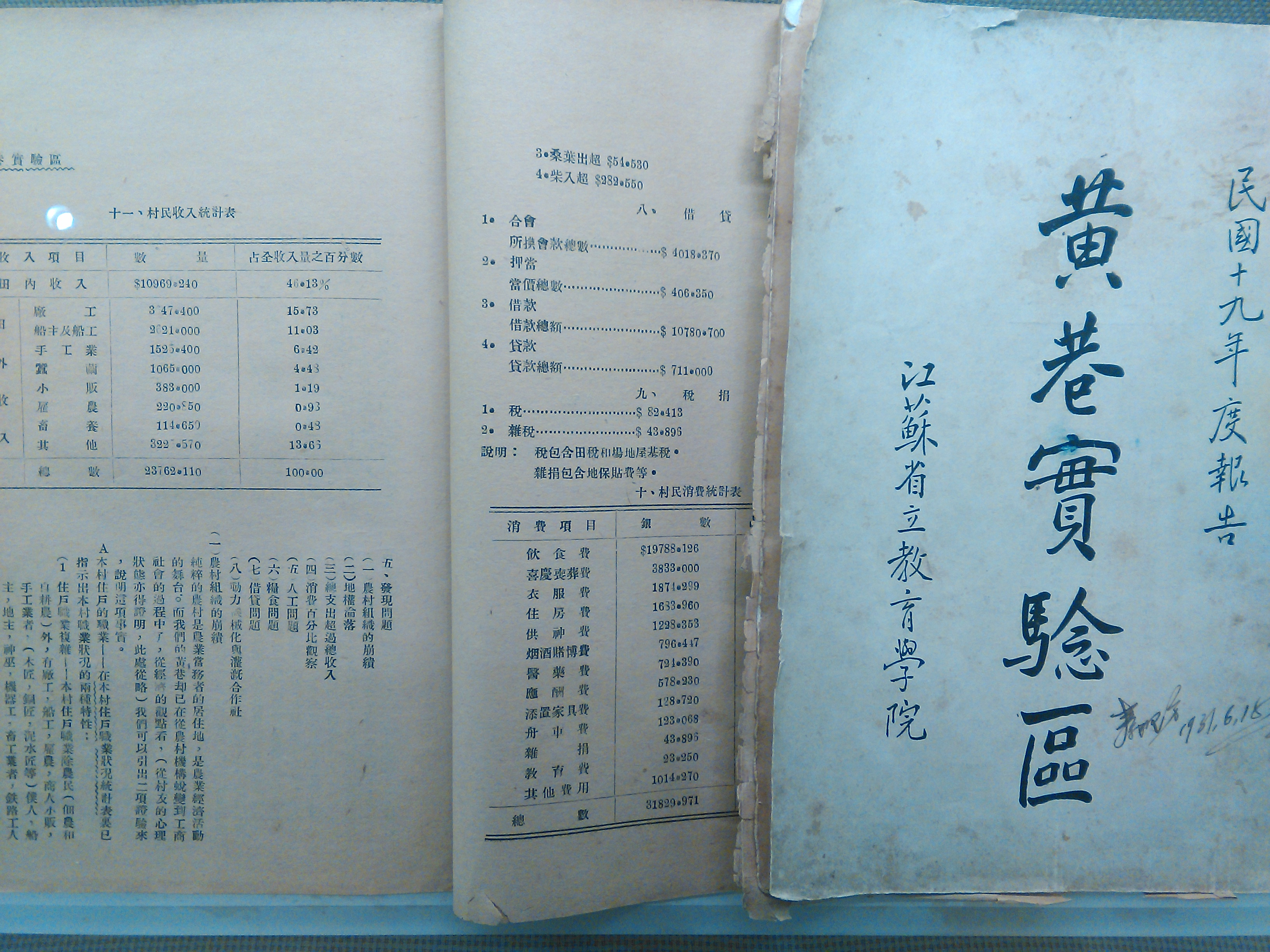
无锡博物院中的陈翰笙等人的著作

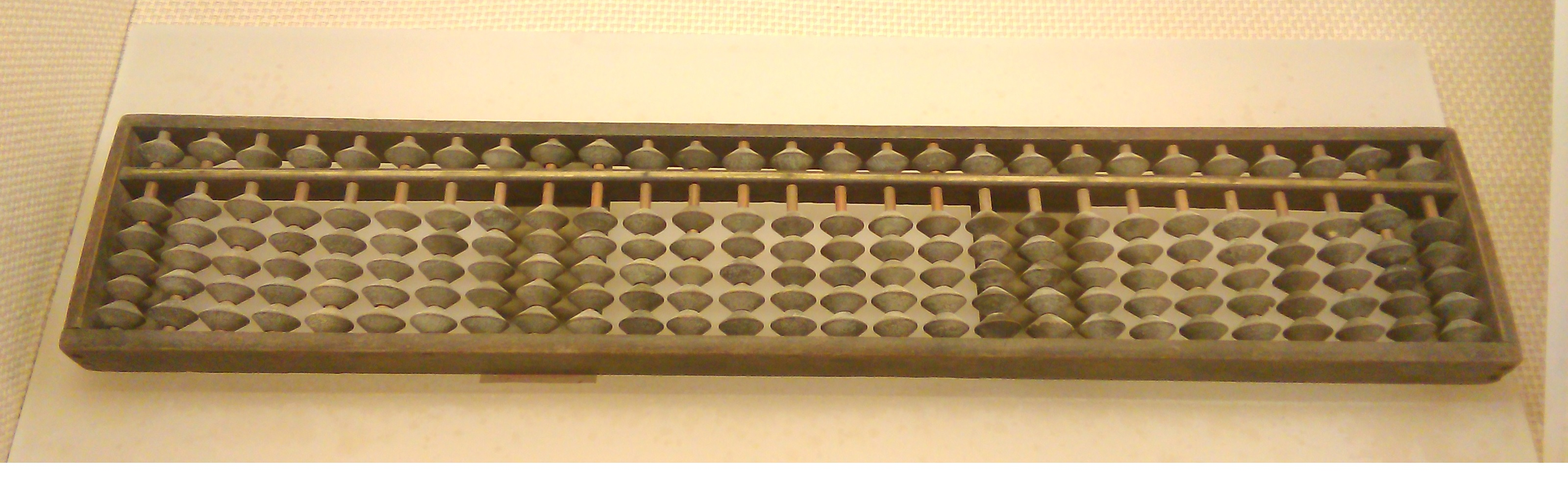
无锡博物院中的陈翰笙进行经济调查和运算时使用的算盘

1939年5月，陈翰笙夫妇离开纽约去香港，在马尼拉停留一周联系活动。5月底到香港，与宋庆龄、廖承志见面。与胡愈之创办了英文版《远东通讯》半月刊，航空邮寄各国。帮助宋庆龄组织“中国工业合作国际委员会”任执行秘书，两年内收到海外捐款1800万美元，分配给抗战后方各地的工业合作社，汇给延安的款由李富春签字接收。1941年12月18日香港沦陷后，陈翰笙夫妇于1942年2月初乔装离开香港，经澳门、台山、开平、梧州到桂林。张友渔见陈翰笙一家初到桂林，工作生活都没有着落，就拿了100美金来支援他，陈翰笙婉言谢绝。陈翰笙主持工业合作国际委员会桂林分会（任秘书）与工业合作研究所（任所长）的工作。与张锡昌、简竹坚出版《中国工业》月刊，一方面做好对民族资本家的统战工作，另一方面要大力宣传抗战大后方振兴工业，为抗战做好准备。陈翰笙在桂林师范学院任西文系主任，每周讲三次课。顾淑型在师范学院教英语，筹办了一个小化工厂（妇女工业合作社），生产市场紧缺的肥皂、牙膏等生活用品。在工作中还结识了科学家高士其，并在技术上得到了高士其的积极支持。在桂林成立的“工合盟军服务处”，服务对象主要是驻桂的英、美抗日盟军，为此，专门设立了供应盟军日用品合作社，供应日常需要的皮鞋、毛巾、衬衣等。陈翰笙通过内外甥女孙少礼认识了桂林美国新闻处处长史密斯。时任广西省政府民政厅厅长邱昌渭，是陈翰笙在美国留学时的同学，因此，他们两人经常叙旧，讨论时局。陈翰笙被广西建设研究会经济部聘为经济研究员，先后写了《工合与建设》、《目前工合的困难问题》、《广西工业化的前途》、《如何走上工业化的正规》等多篇论文，在《建设研究》上发表。他还为《中国农村》战时特刊写了《三十年来的中国农村》、《物价与中农》、《民族工业和国内市场》等论文，并与张锡昌、千家驹、狄超白、秦柳方等8人共同写成了《战时的中国经济》一书，由科学出版社出版。

### 出国
1943年11月7日，中苏文化协会桂林分会召开庆祝苏联十月革命26周年纪念大会。陈翰笙邀请了英国驻两广代理总领事班以安到会，报告英国反法西斯运动的情况，许多中共党员和进步文化人都到会听了报告。这事传到重庆后，引起了当局的注意。1944年3月桂系民主人士、主持广西建设研究会及广西文化供应社的陈此生告知陈翰笙重庆军事委员会电示桂林军委会办公厅抓捕陈翰笙。陈翰笙夫妇立即到全州隐蔽，通过顾淑型的姐夫，时任国民政府交通部参事的孙树珊办了假名的护照，简竹坚给了600美元，英军桂林服务处的赖德（Ride）上校联系好印度新德里英国新闻部远东局，1944年6月派英国人驾车送陈翰笙夫妻到昆明，驻昆明英国领事馆安排一架小型军用飞机送陈翰笙夫妇到加尔各答。再转赴新德里。德里大学历史系主任柯来希聘陈翰笙为历史系入学考试评卷员（Reader，相当于副教授），加入了印度历史学会，两度出席其年会。认识了印度历史学家潘尼迦。陈翰笙对经济史学的研究扩大到国际范围。1945年9月和11月，两次在印度农村调查访问与经济区域考察，认识了一批印共学者，积累了大量第一手资料，对印度的历史、宗教、经济和社会状况都有了比较透彻的了解。1946年秋，周恩来与廖承志通过英国记者带信让陈翰笙不必回国直接赴美。先在华盛顿州立大学任特聘教授，讲中国历史半年。后应拉铁摩尔邀请，在霍普金斯大学佩奇国际关系学院参加新疆史地研究工作一年。。陈翰笙评价拉铁摩尔名著《中国的亚洲内陆边疆》：“这本书是站在英国人的立场上说话的，因而受到英国皇家学会的赏识，授予他金质奖章，由此出了名。”转到宾夕法尼亚大学任印度历史研究员2年。将在印度的调查结果写成了《英国皇家印度农村调查团证词》、《印度和巴基斯坦经济区域》等巨著。后应纽约亚洲研究所邀请任教授，每周讲课一次。在美期间，通过弗雷德里克·范德比尔德·菲尔德认识了威廉·福斯特并见面数次。 陪同冯玉祥与李德全去华盛顿见了马歇尔。在纽约期间与南斯拉夫驻联合国代表弗拉基米尔·波波维奇来往频繁。
1950年春，FBI两名探员登门询问陈翰笙何时回国，与史沫特莱、冀朝鼎的关系。1950年10月，南斯拉夫驻联合国代表弗拉基米尔·波波维奇帮助陈翰笙夫妇办理签证后，乘船到英国，到剑桥大学看望了拉铁摩尔。一周后乘飞机到捷克，见到了即将去联合国安理会出席朝鲜战争会议的伍修权、龚普生、乔冠华、浦山等人。转入波兰待了1个月等待苏联签证。经苏联于1951年1月31日晚抵北京，入住北京饭店。至此结束了25年的地下工作。

### 新中国
担任中国外交学会副会长、外交部国际关系研究所副所长主管南亚组工作、中国科学院哲学社会科学学部委员等职。1954年，中国史学会公布第一届理事会名单，郭沫若担任主席，吴玉章、范文澜担任副主席，他担任理事。1963年创建中国科学院世界历史研究所，亲自设计印度史的研究方向和计划。

### 文革受难
文革中被怀疑是国民党间谍受冲击。1969年下放外交部湖南茶陵干校，先被分配在菜园劳动, 后来在收发室发报纸信件。1971年下半年，因患严重的青光眼、白内障从湖南茶陵干校返回北京，妹妹陈素雅及其女儿、女婿、及其孩子搬来北京与陈翰笙同住。

### 晚年
文革后任中国社会科学院顾问, 国际关系研究所名誉所长，北京大学兼职教授、名誉教授，商务印书馆《世界历史小丛书》主编等职。
2004年3月13日在协和医院去世，享年107岁。

## 著作
- 《五口通商与茶叶贸易》（1921）
- 《大国瓜分阿尔巴尼亚的阴谋》（博士论文，1924）
- 《人类的故事》(1925)
- 《国际新局面》(1926)
- 《封建社会的农村生产关系》(1930)
- 《东北的难民与土地问题》（1930）
- 《中国当前的土地问题》(1932)
- 《广东农村生产关系与生产力》（1934）
- 《中国的地主和农民》（英文版，1936）
- 《帝国主义工业资本与中国农民》(1939)
- 《中国官僚资本与内战》(1946)
- 《中国农民》（英文版，1946）
- 《中国工业合作运动》（英文版，1947）
- 《西双版纳的土地制度》（英文版，1949）
- 《南亚农业区域》(1950)
- 《五十年来的印度史学界》(1952)
- 《美国垄断资本》(1955)
- 《印度和巴基斯坦经济区域》（1959）
- 《印度莫卧尔王朝》（1979)
- 《陈翰笙文选》（1985）
- 主编《华工出国史料》(1～10辑，1980～1984)
- 合编《解放前的中国农村》1—3辑（与薛暮桥、冯和法合编，1985、1986、1989）
- 《解放前后无锡、保定农村经济》（与薛暮桥、秦柳方合编，1988）等。

## 家庭
夫人顾淑型（1897年9月7日－1968年11月5日），1912年毕业于北京女子师范学校。1917年留学加利福尼亚大学教育系。1921年冬毕业后，与陈翰笙在美国西雅图结婚。1935年加入中国共产党。1951年参加八一电影制片厂的筹建工作，并从事摄影创作和理论研究，先后担任中央人民政府政务院新闻摄影局研究员、中苏友好协会总会副秘书长、《中国建设》杂志顾问等职。中国摄影学会成立大会代表，第一、二届理事会常务理事。1951年和1955年，她先后随中国文化代表团和宋庆龄副委员长出访印度、缅甸和巴基斯坦。1959年退休后，顾淑型继续担任中国摄影学会常务理事，并主动兼任中国摄影学会服务部主任职务（对外称“中国图片社”）和《中国建设》杂志图片顾问，同事们尊称她为“顾先生”，为中国图片社的创办和发展做出重要贡献，1960年被全国妇联评为全国“三八”红旗手，陈翰笙赋诗一首《贺淑型被选为三八红旗手》：“吾妻顾淑型，一生努力于美术，解放初年在新华通讯社摄影部工作，1957年改就中国摄影学会常务理事，兼该会服务部主任。1960年为庆祝三八妇女节被“全国妇女联合会”选为全国6000名“三八红旗手”之一。兹作歌行以贺之。寿遇花甲敢任事，家庭社会一身治，敏捷犹似冠笄年，好义急公立远志。写生妙笔挥兰竹，摄影导人衔教育。博得三八红旗手，展览名作幅有九。男有显爵勋光禄，君非大夫亦能为民造洪福。”
顾淑型的四个外甥女，从小与陈翰笙夫妻生活：
- 孙少礼：抗日战争时期在桂林、衡阳等地美国新闻处工作。1946年在北平军调部中共代表团工作，王光美的入党介绍人。孙少礼曾任外交部新闻司专员，1964年任外交学院党委常委、副教务长。丈夫是张香山，曾任中联部副部长。孙少礼的儿子张晓贝。
- 孙幼礼：1942年随陈翰笙夫妇从香港撤到桂林，在顾淑型创办的小化工厂工作。浙江大学化学系毕业生，1947年春大四时是是浙大地下党的支部成员。在轻工业部造纸工业科学研究所（北京造纸所）离休。丈夫黄洛峰是首任国家出版局局长。
- 孙稚礼：1920年出生。与丈夫吴佩伦都是中央大学的毕业生。1947年5月，孙稚礼是美国驻华大使馆新闻处上海分处处长耿美龄（女）的秘书，陪同耿美龄到美国新闻处驻榕特派员办事处检查工作。[12]孙稚礼是中央对外联络部副联络员、翻译家。
- 孙小礼：1946年在浙大附中读书。1953年毕业于北京大学数学力学系。北京大学科学与社会研究中心教授，中国自然辩证法研究会副理事长。北京大学科学与社会研究中心首任主任。丈夫龚育之